# 이세키
| 주식회사 이세키 ISEKI & CO., LTD. |                                                                                              |
| 종류                              | 주식회사                                                                                     |
| 시장정보                          | 도쿄증권거래소 1부 상장 6310 (1961년 6월 26일 상장)                                          |
| 브랜드 명칭                       | ヰセキ                                                                                       |
| 본사소재지                        | 〒116-8541 일본 도쿄도 아라카와 구                                                           |
| 설립                              | 1936년（쇼와 11년） 4월6일                                                                   |
| 업종                              | 기계, 시설, 플랜트                                                                           |
| 사업내용                          | 농업 기계의 제작 판매 농업 시설 설계 등                                                      |
| 대표자                            | 菊池昭夫（대표 회장） 冨安司郎（대표 사장）                                                  |
| 매출액                            | 1조 7650억 원 (2018년 12월)                                                                  |
| 종업원 수                         | 전체 6,021명、단독 744명 (2015년 12월 31일 현재）                                            |
| 주요 주주                         | 미즈호 은행 4.65% 농림중앙금고 3.77% 미쓰이 스미토모 신탁은행 3.48% (2015년 12월 31일 현재 ) |
| 홈페이지                          | https://www.iseki.co.jp/                                                                     |

| "사람과 대지(大地)의 조화" |

주식회사 이세키 (井関農機, ISEKI & CO., LTD.)는 트랙터, 이앙기, 콤바인 등 농기계, 농업 시설, 농업 플랜트 등을 생산 및 설계하는 일본의 주식회사이다. 일본 Matsuyama와 Tokyo에 본사를 둔 Iseki & Co., Ltd.는 일본에서 세 번째로 큰 농업 기계 제조 회사이다. 자사 제품에는 트랙터, 심기 및 수확 기계, 부품 및 엔진 등이 있다. 제품의 브랜드는 "이세키 (ヰセキ)"이다. 도쿄 증권 거래소 제1부 상장 기업이다.

## 요약
에히메 현 마츠야마시 우마키정 700번지가 등기상의 본점 소재지로되어 있지만, 실질적으로 본사는 도쿄도 아라카와 구 니시 닛포리 5쵸메 3 번 14 호 본사 사무실에 있다.
농업 기계의 개발에 큰 실적이 있다. 1960년대 일본의 벼농사 에 적합한 이앙기, 콤바인의 개발 경쟁이 있었을 때, 그 경쟁의 선두 주자였다. 1966년에 탈형 콤바인 라는 일본 형의 결합 'HD50'을 최초로 개발, 출시했다. 1971년에 발매된 「사나에」시리즈는 매우 인기를 얻은 이앙기이다. 그 후에도 1986년에는 이앙기 로타리 심기기구 (이앙기의 대폭적인 고속화를 실현)을 채택했다 "사나에 러블리 ', 1999년에는 결합 줌 오우거를 채용 한 「국경 비바" 나 2004년에는 도로 주행 (이동) 때나 각 작업시에 변속기의 시프트 체인지를 필요로 한 승용차 감각의이지 오퍼레이션이 특징의 트랙터 "지아스 AT 시리즈"(소형 ~ 중형 트랙터) 및 "T.Japan ( 티 재팬) TJ 시리즈 "(대형 트랙터) 업계 최초의 자동 심기 기능을 탑재 한 「사나에 PZ 시리즈 '를 개발, 출시하여 혁신적이고 혁신적인 발명를 세상에 내놓고있다. 최근에는 부품 가격 적정화를 위해 일부 부품을 한국의 TYM (동양물산)사로부터 조달하고있다.
농업 기계의 생산량은 쿠보타, 얀마 (얀마 홀딩스)에 이어 일본 제 3 위.

## 연혁
- 1926년 - 이세키 쿠니사부로 설립자가 에히메 현 마츠야마시에 "이세키 농기구 상회"를 설립했다.
- 1936년 - "주식회사 이세키"를 설립. 전자동 정미기계의 제조와 판매를 시작한다.
- 1960년 - 오사카 증권 거래소에 상장.
- 1961년 - 도쿄 증권 거래소에 상장. 소형 트랙터 "TC10"[6]의 제조, 판매를 시작한다. 오토바이 사업에도 진출, 모펫 모델인 펫 50을 개발 판매 개시[7] .
- 1962년 - 포르쉐 제 트랙터의 수입을 시작 ( 1966년까지)[8] . 펫 50을 개량 한 새로운 이세 키 터프 50/55[9]로 판매 개시 (1963년경에는 판매 종료).
- 1964년 - 포르쉐 제 트랙터 "포르쉐 309 트랙터"및 "포르쉐 329 트랙터"를 참고로 한 국산 트랙터 "이세키 트랙터 TB 시리즈"를 개발, 제조 · 판매를 개시한다.
- 1967년 - 이앙기, 콤바인의 생산을 시작한다.
- 1969년 - 도쿄 지사 "본사 사무소"로 개칭.
- 1979년 - 이스즈 자동차의 기술 원조를 받아 디젤 엔진 개발을 시작한다.
- 1983년 - 디젤 엔진을 내 제화하고 연간 2 만대 체제를 확립한다[10] .
- 2003년 - 중국 강소성에 이세키농기(상주) 유한 공사를 설립.
- 2009년 - 미쓰비시 중공업과 디젤 엔진 사업 협력 합의[11] .
- 2010년 - 오사카 증권 거래소 상장 폐지.
- 2018년 - 유인 감시하에 무인 운전이 가능한 로봇 트랙터를 개발, 12 월에 모니터 판매를 시작한다고 발표했다.

## 생산 · 연구 거점 및 해외 지사

### 주요 제작소 거점
1. (주) 이세키 마츠야마 제작소 ( 에히메 현 마츠야마시)
주로 트랙터를 생산.
(주) 이세키 구마모토 제작소 (구마모토 현 가미 마 시키 군 마 시키 정)
주로 부품을 제조.
(주) 이세키 니가타 제작소 ( 니가타 현 산조시 )
주로 이앙기를 생산.
(주) 이세키 쿠니에 제작소 (에히메 현 마츠야마시)
주로 경운기를 생산.
(주) 이세키 시게노부 제작소 (에히메 현 도온시 )
주로 로터리, 모어를 생산.

### 해외 거점 지사
- - P.T. ISEKI INDONESIA
  - 인도네시아 해외 지사
  - ISEKI (THAILAND) CO.,LTD.
  - 태국 해외 지사
  - Premium Turf-Care Ltd.(ISEKI UK & IRELAND)
  - 영국 해외 지사
  - ISEKI France S.A.S.
  - 프랑스 해외 지사
  - N.V. ISEKI EUROPE S.A.
  - 벨기에 해외 지사

## 선전 · 홍보 활동
일단 포르쉐와 제휴 한 것도 있고, 1980년대 초반에 포르쉐 956 레이싱 팀의 스폰서가되어, "이세키 포르쉐 956"로 참전 (이후 자동차 부품 생산 업체 인 트러스트 (TRUST) 레이싱 팀이 출범하면 1987년에 메인 스폰서가 일본 석유로 바뀔 때까지 공식 메인 스폰서로 활동. ) 한 적도 있었다.

### 마스코트
- 사나에 (TVCM에서 성우 : 미와 쇼에 ( 1999년 이전), 미즈타니 유코 ( 2000년 이후부터))

### 제공 스폰서였던 프로그램
텔레비전
- 저스트 뉴스 NNN
- 전일본 프로 레슬링 중계
- 화요일 와이드 스페셜
- 목요일 스페셜
- 텔레비 아사히 월요일 19시 범위 사극 → 달 장미! 시작과 함께 화요일 19시 범위의 사극으로 이동
- FNN 이시카와 텔레 뉴스 (1982년경)
- HBC 날씨 노트[12] (1980년대 전반 무렵)
- 지팡 마 6 (1992년 10월 - 90년대 후반 ABS 만)

- 미노 몬타의 아침 즈박! (2009년 10월 - 2010년 3월경 격일)
- 아침이다! 생입니다 여행 샐러드 (2010년 4월 - 12 월)
- 타케시의 건강 엔터테인먼트! 모두의 가정 의학 (2011년 1월 - 3 월)
- 패널 퀴즈 어택 25 (2010년 4월 - 2011년 6월 2014년 4월 - 2016년 3월)

라디오
- 아르코 피스의 올 나잇 일본 (2014년 11월 -)

### 광고 캐릭터
- 사카가미 지로 (결합 "타로 (2 대째)」& 「코타」시리즈)
- 사쿠라다 쥰코 (이앙기 "사나에 (3 대째, 4 대째)」시리즈)
- 카 야마 유조 (트랙터 "耕太(초대, 2 대) 'TS, TL 시리즈[13]등 및 「수경 두'TX 시리즈)
- 아오키 에이미 (트랙터 "수경 두 (초대)"
- 니이누마 켄지 (트랙터 "耕太(2 대째)"TU, TL 시리즈[14] 등)
- 점보 츠루타 (결합 "타로 (3 대째)」시리즈)
- 자이언트 바바 (결합 "타로 (3 대째)」시리즈)[15]
- 고바야시 아야코 (이앙기 "사나에 나이아가라 (5 대째)」시리즈, 콤바인"프론티어 (2 대째) "[16] 시리즈)
- 기타 오지 킨야 (결합 "프론티어 (2 대째)」시리즈 트랙터"랜드 맥스」 「랜드 리더」 「시알 (초대) "[17] 시리즈)
- 이케다 마사노리 (트랙터 "랜드 리더 7」시리즈 외)

## 같이 보기
일본의 농업 기계 제조업
- 쿠보타
- 얀마 (얀마 홀딩스 )
- 미쓰비시 마힌드라 농기계

기타
- 포르쉐 956 (위 참조)
- 이스즈 자동차
- 미쓰비시 중공업
- 가와사키 중공업 모터 사이클 및 엔진 컴퍼니
- 미마 휴게소 - 창립자 이세키 쿠니사부로 기념관이 시설 내에 있다.